# Les Destinées sentimentales
Les Destinées sentimentales è un film del 2000 diretto da Olivier Assayas, basato sul romanzo omonimo di Jacques Chardonne.
Fu presentato in concorso al 53º Festival di Cannes.